# ERC 90 Sagaie
ERC 90 Sagaie jest bojowym wozem rozpoznawczym produkcji francuskiej. Jest produkowany od roku 1984.

## Historia
W 1970 roku Renault i Panhard zaczęli rywalizację podczas przetargu na kołowy wóz rozpoznawczy ogłoszony przez armię francuską. Panhard, mimo swego doświadczenia w budowie samochodów pancernych (np. AML) przegrał. Lecz wyniósł naukę z przetargu i zbudował opancerzony wóz rozpoznawczy (ERC - Engine de Reconnaissance Canon) oraz transporter opancerzony VCR (VCR - Véhicule de Combat a Roues), bazując na sześciokołowym podwoziu wykorzystującym seryjne opony, który był pojazdem specjalnie dla rynku trzeciego świata.
ERC był gotowy w roku 1977, armia francuska poddała go testom w latach 1978–1980. Rezultatem okazał się nowy wóz ERC z armatą szybkostrzelną 90 mm F4 firmy GIAT i nazwano go ERC 90 Sagaie (sagaie – oszczep). Razem z wozem dostarczonym na uzbrojenie armii w 1984 zaprezentowano też wersję Sagaie 2 z silnikami wysokoprężnymi XD3T. Istnieje również bardzo nikle rozpowszechniona wersja z 20 mm działem przeciwlotniczym. Od 1985 wóz posiada rakiety SATCP. 
Kolejnymi wozami serii ERC są: Lynx (produkowanym przez Hispano-Suiza), Kriss, Serval, Guepard, Mangouste i Lanza. Pierwszą sprzedażą poza Francję, która użytkuje obecnie 192 sztuki tego pojazdu był zakup 60 wozów przez Meksyk. Obecnie użytkują go: Francja, Argentyna (Marynarka), Czad, Ekwador, Niger, Nigeria, Meksyk, Gabon i Irak.

## Użycie
Wóz w Armee de Terre jest używany w siłach szybkiego reagowania. Działo strzela pociskami kumulacyjnymi (HE, HEAT) oraz pociskami podkalibrowymi stabilizowanymi brzechwowo (APFSDS) którymi można przebić pancerz o grubości 120 mm. Karabin kalibru 7,62 mm posiada 2000 naboi. Ten model ERC po zamontowaniu chrap może zostać pojazdem pływającym. Jeśli włączy się pędniki wodne to prędkość w wodzie wzrośnie do 9,5 km/h. W razie konieczności pojazd może podnieść środkową parę kół.
Ten pojazd może być wyposażony w noktowizor, układ przeciwpożarowy i dalmierz laserowy lub system obronny ABC. Jeśli Sagaie ma być używany na pustyni można go wyposażyć w klimatyzację i system nawigacji satelitarnej. Obecnie pracuje się nad nową wersją tego pojazdu.